# Christophe Delong
 (juin 2025).
Christophe Delong est Médecin spécialiste en Rééducation et Traumatologie du Sport, ancien Praticien Hospitalier, ancien Chef de Service de Rééducation Gériatrique, APHP Paris, né le 9 février 1966.
Il a été chef du service de médecine physique et de réadaptation de l'Hôpital Sainte-Périne (Paris) Assistance publique - hôpitaux de Paris, de 2005 à 2022 ainsi que praticien libéral en Médecine du sport dans un cabinet privé de Boulogne-Billancourt.
Après l'Internat des hôpitaux de Paris, il devient Praticien Hospitalier temps plein, adjoint au Chef du Service de Rééducation Orthopédique Pédiatrique, à l'Hôpital National de Saint Maurice de 1995 à 2000, puis adjoint au Chef de Service de Rééducation Orthopédique à l'Hôpital Corentin Celton d'Issy les Moulineaux de 2000 à 2005. Ensuite il prend la direction du service de médecine physique et de réadaptation de l'Hôpital Sainte-Périne (Paris) Assistance publique - hôpitaux de Paris, de 2005 à 2022. Il est aujourd'hui Membre du Collège de Médecine des Hôpitaux de Paris, ancien élève de l'École de Management des Hôpitaux – Mines de Paris - Assistance publique - hôpitaux de Paris.

## Ouvrages
- Guide Pratique de Médecine du Sport, Collectif, MMI Editions 2000,  (ISBN 2901227325)
- Le mal de dos, Flammarion 2004,  (ISBN 2082012182)
- Les bienfaits du sport, Flammarion, 2004,  (ISBN 2082012166)
- Le sport dans la vie d'une femme, Le Cherche Midi, 2008,  (ISBN 2749105641)
- Auteur de nombreuses publications françaises et internationales sur le mal de dos, la lombalgie et les traumatismes du sport

## Sociétés savantes
Membre des Sociétés Françaises de Médecine Physique et de Réadaptation - Rééducation, de Médecine du Sport, de Traumatologie du Sport.

## Enseignement
- Facultés de Médecine Necker-Enfants Malades, Cochin – Port Royal -Université Paris Descartes
- Broussais – Hôtel Dieu, La Pitié Salpêtrière - Université de Paris VI
- École Française d’Orthopédie Manuelle EFOM Boris Dolto